# Herbert Stahl (Theologe)
Herbert Stahl (* 4. Juni 1908 in Luckenwalde; † 14. November 1984 in Hamburg) war ein baptistischer Geistlicher und Theologe. Von 1948 bis 1973 war er Dozent für Kirchengeschichte am Theologischen Seminar des Bundes Evangelisch-Freikirchlicher Gemeinden in Hamburg-Horn.

## Leben
Nach seiner Reifeprüfung immatrikulierte Herbert Stahl sich 1929 an der Berliner Universität und ab 1934 an den Franckeschen Stiftungen in Halle. Er studierte evangelische Theologie und Philosophie. 1937 erwarb er die theologische Lizentiatur durch eine Forschungsarbeit, in der er den Einfluss Luthers und Molinos’ auf die Theologie August Hermann Franckes näher untersuchte. 1939 erschien sie in gedruckter Form. 1955 wurde der Titel Lic. theol. in Dr. theol umgewandelt.
Von 1937 bis 1938 absolvierte Herbert Stahl ein Kandidatenjahr am Theologischen Seminar des Bundes Evangelisch-Freikirchlicher Gemeinden in Hamburg-Horn und wurde danach zum Pastor der Hamburger Baptistengemeinde Böhmkenstraße berufen. Diese Gemeinde hatte sich 1834 unter dem Vorsitz von Barnas Sears konstituiert und gilt als die älteste Baptistengemeinde Deutschlands. 1943 wurde die Baptistenkapelle durch einen Bomberangriff völlig zerstört. Aufgrund von Stahls guten ökumenischen Kontakten fand die Gemeinde für ihre Sonntagsgottesdienste ein vorübergehendes Zuhause in der St. Johannis-Kirche in Hamburg-Harvestehude. Der Not gehorchend verlegte Herbert Stahl die Wochenveranstaltungen in die Häuser der Gemeindemitglieder. So entstanden viele Hauskreise. Auch die Sonntagsschularbeit fand in den Wohnungen der über das ganze Stadtgebiet verstreuten Gemeindemitglieder statt.
1948 wurde Herbert Stahl von der Seminarabteilung des Bundes Evangelisch Freikirchlicher Gemeinden in Deutschland zum Dozenten für Historische Theologie berufen. Bis zu seinem Eintritt in den Ruhestand 1973 verblieb er in dieser Funktion. Sein Nachfolger wurde Günter Balders.
Herbert Stahl war verheiratet und lebte nach seiner Pensionierung teils im Allgäu und teils in der Schweiz.

## Veröffentlichungen (Auswahl)
- August Hermann Francke. Der Einfluss Luthers und Molinos auf ihn (Dissertation). Leipzig 1939.
- Der Bund Evangelisch-Freikirchlicher Gemeinden in Deutschland (Baptisten, Versammlung und Elimbewegung). In: Ulrich Kunz (Hg.): Viele Glieder – ein Leib. Kleinere Kirchen, Freikirchen und ähnliche Gemeinschaften in Selbstdarstellungen. Stuttgart 1953, S. 115–140; ²1961; ³1963, S. 157–180.
- Der Bund Evangelisch-Freikirchlicher Gemeinden. In: Was glauben die andern? 26 Selbstdarstellungen (hrsg. von Kurt Eberhardt). Berlin 1954.
- Historische Theologie. In: Festschrift 75 Jahre Predigerseminar Hamburg-Horn. Hamburg-Horn 1955. S. 88–90.
- Baptistische Historiker. In: J. Meister (Hrsg.): Bericht über den Kongress der Europäischen Baptisten 26.-31.Juli 1958 in Berlin. Kassel 1959. S. 177.
- Geschichte der Evangelisation. In: Zeitschrift Wort und Tat. 1965, Nr. 5. S. 164f.
- In erster Linie Frauen. Die weibliche Komponente bei Paulus. In: Semesterzeitschrift Nr. 16, 1968. S. 10–12.
- Unsere Verantwortung für Kind und Familie. In: Zeitschrift Die Gemeinde, 2/1974. S. 3.
- Umgang mit Gott-Vater, Jesus und dem Heiligen Geist. In: Zeitschrift Die Gemeinde, 3/1974. S. 3.
- Die Gemeinde und die Familie. In: Zeitschrift Die Gemeinde, 4/1974. S. 3.
- Weltbund der Baptisten. In: Friedrich Heyer (Hrsg.): Konfessionskunde. Berlin / New York 1977. S. 615–632.
- Von der Böhmkenstraße nach Harvestehude. In: 150 Jahre Oncken-Gemeinde (hrsg. von der Evangelisch-Freikirchlichen Gemeinde Hamburg I), Hamburg 1984, S. 57ff.